# Sehnsucht
Sehnsucht (česky Touha) je druhé album německé skupiny Rammstein. Vyšlo 25. srpna 1997.

## Seznam skladeb
| Pořadí | Název                  | Délka |
| ------ | ---------------------- | ----- |
| 1.     | Sehnsucht              | 4:05  |
| 2.     | Engel (feat. Bobo)     | 4:25  |
| 3.     | Tier                   | 3:48  |
| 4.     | Bestrafe mich          | 3:37  |
| 5.     | Du hast                | 3:56  |
| 6.     | Bück dich              | 3:23  |
| 7.     | Spiel mit mir          | 4:46  |
| 8.     | Klavier                | 4:26  |
| 9.     | Alter Mann             | 4:25  |
| 10.    | Eifersucht             | 3:37  |
| 11.    | Küss mich (Fellfrosch) | 3:30  |

### Speciální vydání
Vzhledem k zemi vydání může album obsahovat tyto bonusové skladby:
- Anglické verze "Du hast" a "Engel", nazvané "You Hate" a "Angel".
- "Du riechst so gut '98".
- Singl „Asche zu Asche“ na druhém CD

## Videa
- "Engel"
- "Du hast"
- "Stripped"

## Sestava
Rammstein
- Till Lindemann – zpěv
- Richard Z. Kruspe – kytara, doprovodné vokály
- Paul Landers – kytara
- Oliver Riedel – baskytara
- Christoph Schneider – bicí
- Christian "Flake" Lorenz – klávesy

Hosté
- Bobo – vokály

Produkce
- Jacob Hellner